# 쿠시카츠 다나카
쿠시카츠 다나카(일본어: 串カツ田中)는 일본의 식당 체인점이다. 오사카 전통의 쿠시카츠를 주력으로 팔고 있다.